# Lasioglossum metallicum
Lasioglossum metallicum là một loài Hymenoptera trong họ Halictidae. Loài này được Walker mô tả khoa học năm 1995.